# Di Lăng, Nghi Xương
Di Lăng (tiếng Trung: 夷陵区; bính âm: Yílíng qū) là một khu (quận) thuộc địa cấp thị Nghi Xương, tỉnh Hồ Bắc, Trung Quốc. Quận được thành lập vào tháng 7 năm 2001. Phía tây của quận có cầu Tây Lăng bắc qua Trường Giang.

### Nhai đạo
- Tiểu Khê Tháp (小溪塔街道)

### Trấn
- Chương Lâm Tháp (樟村坪镇)
- Vụ Độ Hà (雾渡河镇)
- Thái Bình Khê (太平溪镇)
- Tam Đẩu Bình (三斗坪镇)
- Lạc Thiên Khê (乐天溪镇)
- Phân Hương (分乡镇)
- Long Tuyền (龙泉镇)
- Nha Thước Lĩnh (鸦鹊岭镇)

### Hương
- Hạ Bảo Bình (下堡坪乡)
- Hoàng Hoa (黄花乡)
- Đặng Thôn (邓村乡)